# Hana Benešová

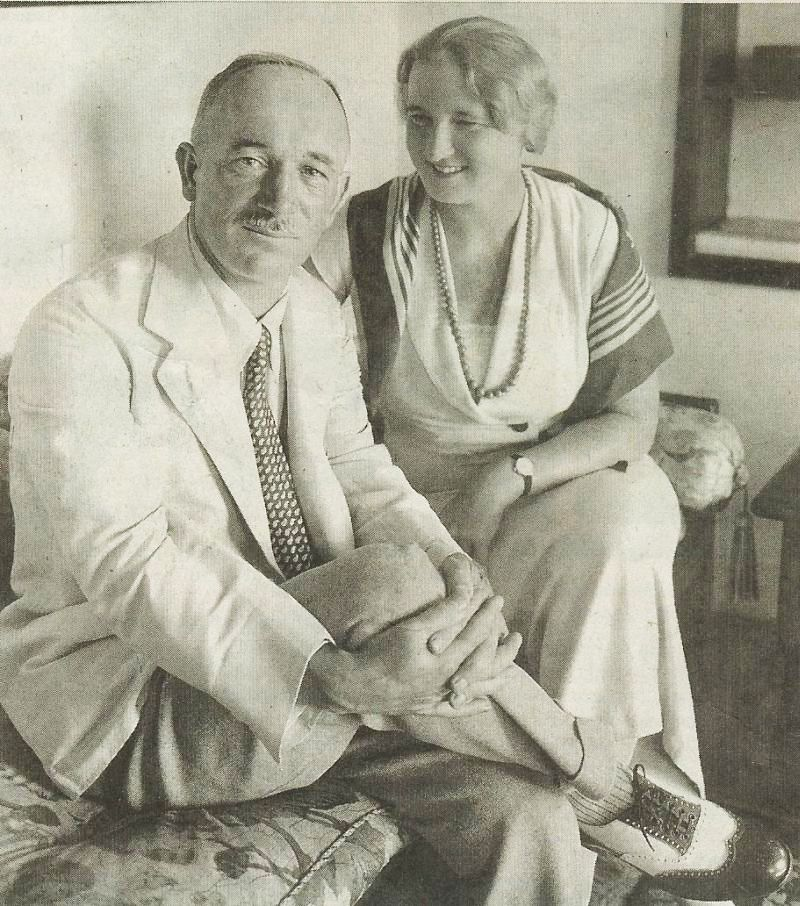
Edvard a Hana Benešovi v roce 1934

Hana Benešová, rozená Anna Vlčková, (16. července 1885 Domaslavice – 2. prosince 1974 Praha) byla první dáma Československa a manželka druhého československého prezidenta Edvarda Beneše.

## Mládí
Narodila se v podkrušnohorské obci Domaslavice do chudé rodiny Václava Vlčka a jeho manželky Josefy, rozené Ostatkové. Měla dva bratry, staršího Václava a mladšího Josefa. V roce 1899 se přestěhovala do Prahy ke své bezdětné tetě Evě Šulcové, která začala svoji neteř finančně podporovat.

## Seznámení a manželství sEdvardem Benešem
Se svým budoucím manželem se Anna Vlčková seznámila prostřednictvím přátel v Paříži. Společně tam navštěvovali přednášky francouzštiny, historie a literatury na Sorbonně. Po zasnoubení v květnu 1906 si Anna změnila jméno na Hana, protože jméno Anna prý Benešovi připomínalo zklamanou lásku z mládí. Také Beneš si změnil jméno: místo původního Eduard si začal říkat Edvard. Svatba proběhla na 6. listopadu 1909 v Praze (v chrámu sv. Ludmily na Královských Vinohradech). V matrice jsou křestní jména snoubenců zapsána jako Eduard a Anna.
Hana Benešová byla svému manželovi oporou, starala se mu o domácnost a také plnila úlohu jakési sekretářky. Během první světové války se oba manželé zapojili do odboje. Po odchodu Beneše do exilu v září 1915 čelila Hana Benešová spolu s dvorním radou Václavem Oličem obvinění z přechovávání spisů Tomáše Garrigue Masaryka a strávila kvůli manželovým politickým aktivitám v zahraničí celkem jedenáct měsíců ve vězení. S manželem se neviděli více než tři roky a znovu se setkali až na začátku roku 1919.
Benešovi se v té době museli smířit s tím, že zřejmě nikdy nebudou mít děti. Jediné těhotenství paní Hany skončilo potratem.

## První republika a exilové období

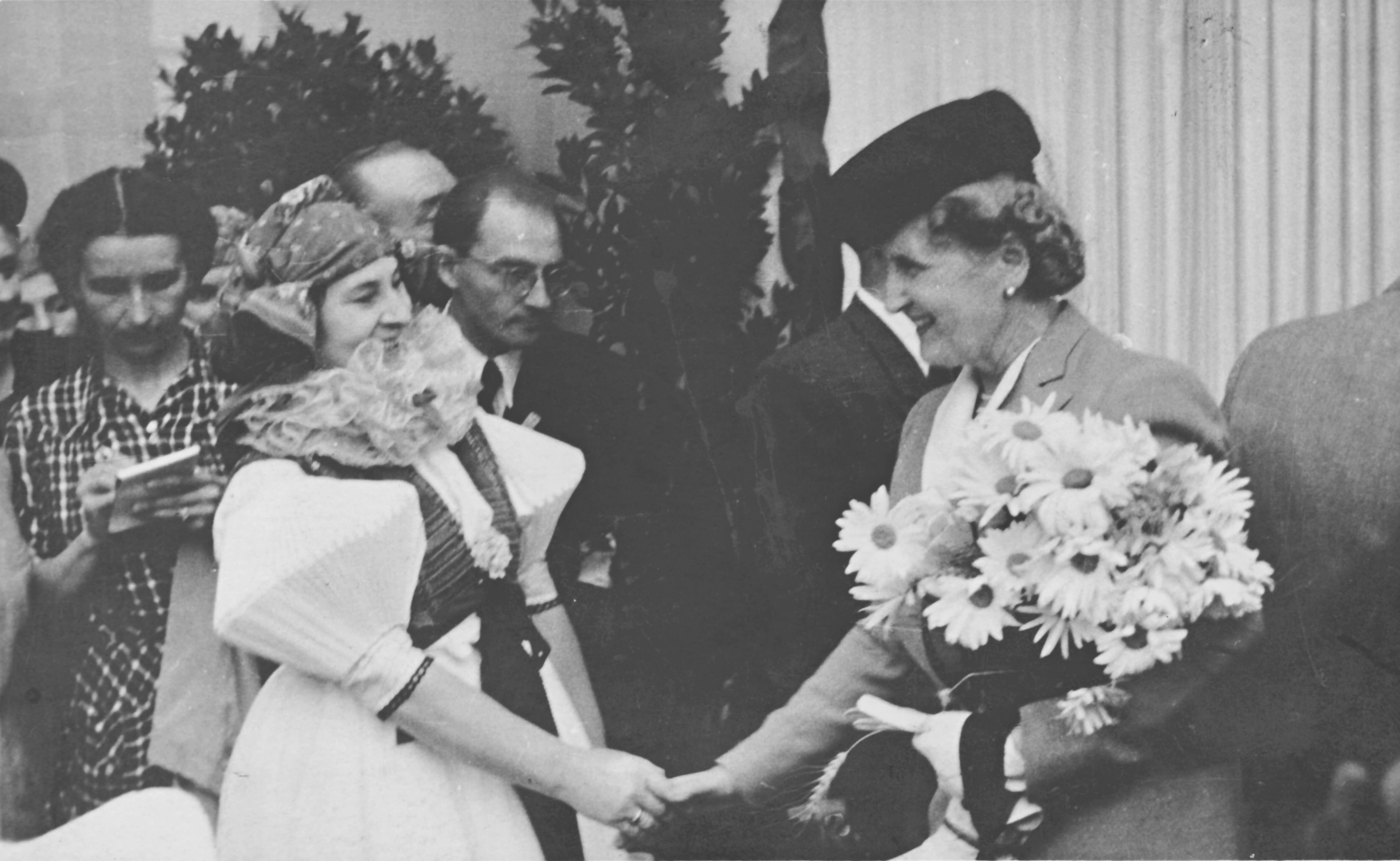
Hana Benešová na návštěvě v Olomouci v červenci 1946

Během první republiky vstoupila do povědomí jako vzdělaná a okouzlující manželka ministra zahraničí a posléze prezidenta republiky. Během druhé světové války pracovala pro Mezinárodní červený kříž a po roce 1945 se stala předsedkyní jeho československé pobočky. Vzhledem ke špatnému psychickému stavu paní Charlotty Masarykové to byla až Hana Benešová, která vytvořila představu o československé první dámě.
Do komunistického puče v únoru 1948 prožívala první dáma své nejlepší roky. Paní Benešovou národ uznával a jejím jménem byly pojmenovány četné instituce. Vývoj od nastoupení prezidentského úřadu v roce 1935 a zejména po roce 1945 však stál Edvarda Beneše mnoho sil, za což zaplatil postupným zhoršováním svého zdravotního stavu. Abdikoval v červnu 1948 a v září téhož roku zemřel.

## V ústraní
Hanu Benešovou čekalo ještě 26 let života v období komunistického režimu. Dostala důchod odpovídající platu tehdejšího ministra s příplatky. Stát jí platil i byt v domě U Drahomířina sloupu na Loretánském náměstí o rozloze 450 m², se zvláštním vchodem a terasou. Až do konce života si mohla držet řidiče služebního automobilu, hospodyni a komornou; také ti byli placeni státem. V polovině šedesátých let byl byt Hany Benešové ovšem fakticky rozdělen na byty dva, když se do něj nastěhovala jedna z neteří zesnulého prezidenta – Božena Klučková se svým manželem Lvem Klučkou.
Ani po smrti svého manžela nežila Hana Benešová nijak opuštěně ani izolovaně. Velmi blízkou osobou jí byla komorná Vilma Kulhánková, která sloužila manželům Benešovým od roku 1937 a paní Benešové až do její smrti. Hana Benešová navštěvovala koncerty klasické hudby a umělecké výstavy. Přijímala návštěvy, často z širšího rodinného kruhu Edvarda Beneše a T. G. Masaryka. Mezi její důvěrné přátele patřila herečka Leopolda Dostalová. Existovala nepsaná úmluva se státními orgány, že se bývalá první dáma nebude politicky angažovat. V období Pražského jara dvakrát veřejně vystoupila, poprvé od roku 1948. Šlo o střízlivá a nijak zásadní vystoupení. V prvním rozhovoru pro noviny vyjádřila Hana Benešová své uspokojení nad tím, že se konečně přehodnocuje úloha jejího muže i T. G. Masaryka v československých dějinách. V druhém případě kondolovala Ludmile Palachové, matce Jana Palacha: „Drahá maminko velikého syna, prožívám s Vámi v tichosti nesmírnou bolest, ale i nesmírnou hrdost a celým srdcem Vás objímám.“
Zemřela 2. prosince 1974 v bytě na Loretánském náměstí, kde byla neustále pod dohledem Státní bezpečnosti. Po smrti manžela, kdy se stáhla do ústraní, ji ještě dlouhá léta lidé poznávali v tramvaji a na důkaz úcty povstávali. Drobnou informaci o jejím pohřbu (bez přesného data úmrtí) zveřejnily komunistické noviny až v pondělí 9. prosince, tj. až po pohřbu, který se konal v sobotu 7. prosince 1974. Byla pochována vedle svého manžela v hrobce v areálu vily v Sezimově Ústí. V závěti odkázala vilu (svou a svého manžela) Husitskému muzeu v Táboře s tím, že tam má být vybudován Benešův památník. Komunisté tak neučinili; vilu pak používal po určitou dobu předseda vlády ČSSR Lubomír Štrougal. Vláda České republiky ji vlastní dosud. Vedle vily byl postaven nový přízemní objekt, kde funguje Památník dr. Edvarda Beneše pod správou táborského Husitského muzea.